# Ksawery Liske

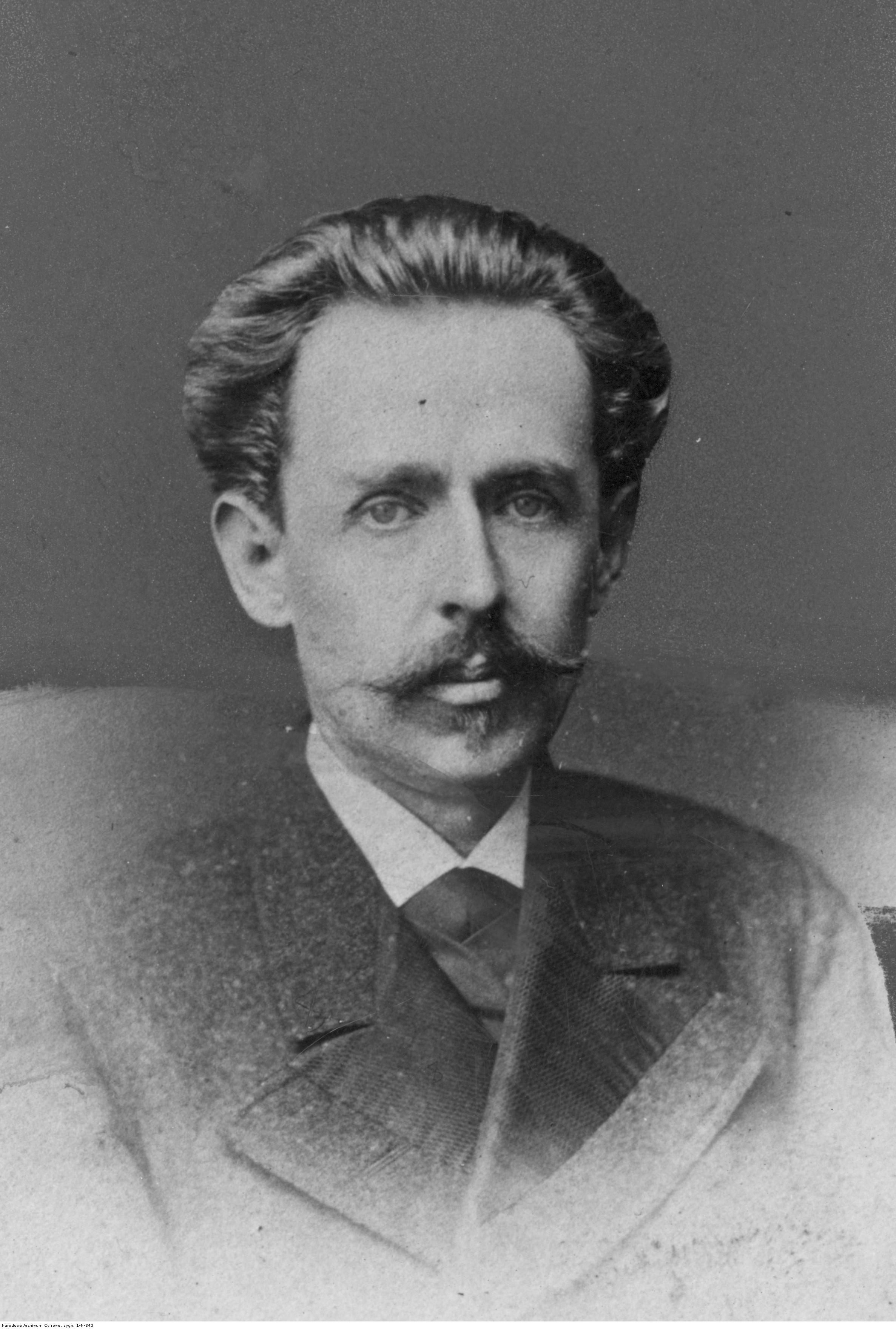
Franciszek Ksawery Liske

Franciszek Ksawery Liske (sinh ngày 18 tháng 10 năm 1838 tại Śląskowo – mất ngày 27 tháng 2 năm 1891 tại Lwów) là một nhà sử học người Ba Lan. Ông là người sáng lập Viện Sử học Lwów (lwowska szkoła historyczna). Ngoài ra, Franciszek Ksawery Liske còn là người sáng lập và là chủ tịch đầu tiên của Hội Lịch sử Ba Lan (Polskie Towarzystwo Historyczne). Ông cũng là giám đốc của Archiwum Krajowe Aktów Grodzkich i Ziemskich we Lwowie. Trong hai năm 1879-1880, ông là Hiệu trưởng của Đại học Lviv.
Franciszek Ksawery Liske mất năm 1891. Ông được chôn cất tại Nghĩa trang Łyczakowski.
Ông có nhiều học trò, bao gồm Oswald Balzer, Wiktor Czermak, Ludwik Finkel, Stanisław Lukas, Saturnin Kwiatkowski, Antoni Prochaska, Adam Szelągowski.

## Tác phẩm tiêu biểu
- Marcin Kromer, biskup warmiński — dziejopis wieku XVI. Poznań 1869;
- Bolesław Chrobry i Otto III w Gnieźnie. Lwów 1869;
- Austria wobec trzeciego rozbioru Polski. Lwów 1870;
- Szczerbiec i złote wrota kijowskie. Kraków 1869;
- Konstytucja 3 maja i mocarstwa niemieckie. Lwów 1873;
- Cudzoziemcy w Polsce. Lwów 1876;
- Elekcja w Rzeszy r. 1519. Warsaw 1876;
- Filip Auril i jego pobyt w Polsce. Warsaw 1877

## Danh mục
- Antoni Gąsiorowski, Jerzy Topolski [red.]: Wielkopolski Słownik Biograficzny. Warszawa-Poznań: Państwowe Wydawnictwo Naukowe, 1981, p. 426-427. ISBN 83-01-02722-3.